# Alassane Bala Sakandé
Alassane Bala Sakandé, né le 21 août 1969 à Ouagadougou dans la province du Kadiogo, est un homme d'État burkinabè, président de l’Assemblée nationale de septembre 2017 à janvier 2022 et président du Mouvement du peuple pour le progrès (MPP), depuis 2021.
De janvier 2016 à septembre 2017, il est président du groupe parlementaire MPP. Il est marié et père de deux enfants.

## Biographie
Alassane Bala Sakandé fait ses études primaires et secondaires successivement à Nobili dans la province du Bazèga et Ouahigouya dans la province du Yatenga. Il a poursuivi ses études universitaires à Ouagadougou et en France,. Il est titulaire d’un baccalauréat série D, d’un DUT en finances comptabilité, d’un master en administration des affaires mention Affaires Internationales de l’université de Ouagadougou et l'université Jean-Moulin-Lyon-III et d’un diplôme de conseiller commercial de Banque (DCCB) du Centre de formation des banques et établissements financiers du Burkina Faso. Pendant ses études à l'université de Ouagadougou, Bala Sakandé milite et fonde le RENBO, Rassemblement des étudiants non boursiers, un rassemblement qui cherche et réussit à obtenir des bourses supplémentaires.
Il travaille à partir de janvier 1995, à la Banque internationale du Burkina (BIB) devenu United Bank for Africa où il occupe successivement plusieurs responsabilités : chef de département commercial, chef de département relations extérieures, chef de département secteur public, et chef de département moyens généraux jusqu’en 2015.
Bala Sakandé s'engage dans la politique nationale au sein du parti au pouvoir, soutenant le président Blaise Compaoré : l'Organisation pour la démocratie populaire/Mouvement du travail qui devient ensuite le Congrès pour la démocratie et le progrès (CDP).
Il est élu conseiller municipal de la ville de Ouagadougou en 1995.
En 2014, il s’oppose au projet de modification de l’article 37 de la Constitution (qui vise à permettre au président Compaoré de postuler à la présidence une cinquième fois) et à la mauvaise gestion des affaires publiques par le CDP. En janvier 2014, il quitte le CDP et participe à la création du Mouvement du peuple pour le progrès où il occupe le poste de secrétaire chargé des structures géographiques au bureau exécutif national. Nommé directeur national adjoint de campagne MPP aux élections couplées présidentielle et législatives du 29 novembre 2015, son parti obtient 55 députés sur 127 sièges à pourvoir. Il est élu député à l’Assemblée nationale pour la circonscription du Kadiogo et préside le groupe MPP à l'Assemblée. Il devient le secrétaire adjoint du bureau exécutif national du MPP à l’issue du deuxième congrès de mars 2017. 
Le 8 septembre 2017, Alassane Bala Sakandé est élu président de l'Assemblée nationale par 104 voix sur 126 votants, soit un score de 82 %. 
Le 9 novembre 2018 lors de la 41e conférence des présidents de parlements africains à Abuja, Alassane Bala Sakandé est élu Président du comité exécutif de l’Union parlementaire africaine.
Le 26 septembre 2021, il est élu président du Mouvement du peuple pour le progrès (MPP) à l'issue d'un congrès extraordinaire. Sakandé remplace Simon Compaoré à la présidence du parti,.
Après le coup d'État de janvier 2022, la junte qui prend le pouvoir (sous le nom de Mouvement patriotique pour la sauvegarde et la restauration) dissout l'Assemblée nationale.
En mars 2022, Alassane Bala Sakandé est brièvement interpellé, selon lui pour avoir appelé à la libération du président renversé Roch Marc Christian Kaboré. Une autre analyse estime que cette arrestation est la conséquence de propos critiques contre l'armée, estimant que celle-ci ne serait pas républicaine tant qu'elle participerait à des coups d'État.
En janvier 2025, Alassane Bala Sakandé est poursuivi pour détournement de deniers publics, d’octroi d’avantages injustifiés et de blanchiments de capitaux.